# Peter Barkworth
Peter Wynn Barkworth (Margate, 14 de janeiro de 1929 - Londres, 21 de outubro de 2006) foi um ator inglês. Ele ganhou dois BAFTA TV Award de Melhor Ator durante seus 30 anos de carreira.

## Biografia
O ator nascido em Kent ganhou dois prêmios Bafta durante seus 30 anos de carreira por suas participações em Professional Foul e The Country Party.   Ele se tornou mais conhecido por interpretar Mark Telford na série de televisão de 1979, Telford's Change. Também apareceu em episódios das séries The Avengers e Doctor Who.
Ele morreu no Royal Free Hospital de Londres de broncopneumonia apenas 10 dias após sofrer um derrame.